# Belgiens flag
Belgiens flag indeholder tre lige brede vertikale striber, sort (venstre), gult (midten) og rødt (højre). Det er inspireret af det franske flag. Farverne er hentet fra Hertugdømmet Brabants våbenfarver, som er en gul løve med rød tunge og røde klør på sort felt. Nationalflaget, som det bruges på land, har størrelsesforholdet 13:15. Ophavet til det ualmindelige størrelsesforhold, tilnærmet kvadratisk, er ukendt. Flag i størrelsesforholdet 2:3 er i udstrakt brug.
Flaget blev indført 23. januar 1831, ikke længe efter at belgierne fik sin uafhængighed fra Holland. Flaget havde spillet en stor rolle under uafhængighedskrigen, siden et ældre flag med horisontale striber blev brugt under tidligere oprør i 1789, da imod Østrig, som kontrollerede Belgien på den tid. Rækkefølgen på farverne var da rødt over sort over gult.

## Koffardiflag
Belgiens koffardiflag har de samme farver som nationalflaget, men i et mere ordinært størrelsesforhold, 2:3. I praksis benyttes ofte flag i samme størrelsesforhold på land i stedet for flaget med de officielle, men ualmindelige mål.

## Orlogsflag
Orlogsflaget skiller sig helt fra nationalflaget og handelsflaget. Det består af en hvid baggrund med de belgiske farver disponeret som et diagonalkors, såkaldt andreaskors, som i Belgisk sammenhæng er bedre kendt som Burgund-korset og stammer fra tiden da Belgien hørte under hertugerne af Burgund. I den øvre trekant er der placeret korslagte kanoner med en krone over, alt i sort. I den nedre trekant findes et sort anker. Den hvide baggrund symboliserer at Belgiens marine efter den 2. verdenskrig blev dannet af skibe tilhørende den britiske marine. Den britiske marines orlogsflag kaldes White Ensign. Orlogsflaget blev indført den 23. februar 1950 og blev hejst første gang den 2. marts samme år. Orlogsflaget er i størrelsesforholdet 2:3.
Den belgiske marine fører en kvadratisk udgave af nationalflaget som orlogsgøs.

## Statsflag
Belgien har et særligt flag for statsskibe. Dette statsflag er som handelsflaget, men med tillæg af en løve med kongekrone over, det hele i sort.